# Unterseeboot 848
Le Unterseeboot 848 (ou U-848) est un sous-marin allemand utilisé par la Kriegsmarine pendant la Seconde Guerre mondiale.

## Historique
L'U-848 reçoit sa formation de base dans la 4. Unterseebootsflottille à Stettin en Allemagne jusqu'au 31 juillet 1943, où il rejoint la formation de combat la 12. Unterseebootsflottille à Bordeaux en France.
L'U-848 a été coulé le 5 novembre 1943 dans l'Atlantique sud au sud-ouest de l'île de l'Ascension, à la position géographique approximative de 10° 09′ S, 18° 00′ O par des charges de profondeurs lancées par 3 avions Privateer PB4Y-1 et 2 avions North American B-25 Mitchell de l'escadron VB-107 et US Army 1st Compron.

Les 63 membres d'équipage meurent dans cette attaque.

## Affectations successives
- 4. Unterseebootsflottille du 20 février 1943 au 31 juillet 1943
- 12. Unterseebootsflottille du 1er août 1943 au 5 novembre 1943

## Commandement
- Korvettenkapitän, puis Fregattenkapitän Wilhelm Rollmann du 20 février 1943 au 5 novembre 1943

## Navires coulés
L'U-848 a coulé 1 navire marchand de 4 573 tonneaux au cours de son unique patrouille.

## Sources
- (en) « U-848 », sur Uboat.net
- (en) « U-848 », sur World War II database
- (en) « U-848 », sur Uboat Archive